# Yahyâ al-Ma'mûn
Yahyâ al-Ma'mûn (né avant 1037 à Tolède - mort à Cordoue  en 1075 ), connu sous le nom d'Al-Mamun de Tolède, est un roi de la Taïfa de Tolède  entre 1043 et 1075, puis roi de la taifa de Valence (1065-1075), membre de la dynastie des Dhunnunides.

## Biographie
À la mort de son père IsmaÏl Al-Zafir en 1043, Yahya surnommé Al-Mamun, devient roi de la taïfa de Tolède.
En 1062, il signe un traité d'alliance avec le roi Ferdinand Ier de León, mais ne l'empêche pas de soutenir militairement son gendre Al-Moudhaffar au siège de Valence, lorsque Ferdinand Ier de León assiège la ville. Lorsque celui-ci est contraint de lever le siège en 1066, pour cause de maladie, Yahyâ al-Ma'mûn profite de la situation pour reprendre la Taifa de Valence à son gendre, qui dorénavant dépendra de Tolède.
À la mort de Ferdinand Ier de León, ses trois fils se disputent son héritage. Quand l'un d'eux Alphonse VI perd le trône de León au profit de son frère Sanche II de Castille., Alphonse VI se réfugie alors à la cour de Tolède et se lie d'amitié avec Al-Mamun, amitié qui perdurera même quand Alphonse VI reprend les trônes de León et de Castille à la mort de son frère Sanche II en 1072.
Al-Mamun à la tête de la taïfa de Tolède, l'une des plus prospères depuis le morcellement d'Al-Andalus à la chute du califat omeyyade en 1031, réunit autour de lui de grands savants comme le médecin Ibn al-Bagunish, le botaniste Ibn al-Wafid, l'astronome Ali ibn Khalaf ou un autre astronome Al-Zarqali.
En 1069, il tente de prendre le contrôle de la Taifa de Cordoue mais il lui faudra attendre 1075 pour la prendre aux mains du roi de Séville Al-Mutamid à l'aide d'un Sévillan tombé en disgrâce. Son règne sera de très courte durée car il meurt la même année.

## Famille
Né d'une famille berbère Haoura, son père Ismaíl al-Záfir fut le premier roi de la Taïfa de Tolède.
Marié à Zaida qui se convertira plus tard au christianisme pour épouser Alphonse VI, avec la naissance de Sancho Alfónsez, seul fils du roi, qui ne régnera jamais car il meurt dans la Bataille d'Uclès (1108) contre les maures.
Il aura deux enfants :
- Un fils ibn Ismaïl ibn Yahya al-Qadir qui sera son successeur.
- Une fille Casilda de Tolède, commémorée le 9 avril en tant que sainte catholique, baptisée à Burgos après une guérison miraculeuse dans les eaux de San Vicente, près de Buezo est décédée vers 1075, et est enterrée à Briviesca